# ميرل كلغور
وايت ميرل كلغور (بالإنجليزية: Merle Kilgore)‏ (9 أغسطس 1934 – 6 فبراير 2005) هو مغني وكاتب أغاني ومدير مواهب أمريكي. اشتهر بتأليفه عددا من الأغاني الناجحة في الستينات. كان في زمن وفاته المدير الشخصي للمغني هانك ويليامز الابن.

## النشأة
ولد كلغور في تشيكاشا في أوكلاهوما، وتربى في شريفبورت في لويزيانا. وهو ابن وايت كلغور وغلاديس كلغور (اسنها قبل الزواج كلاورز). كان يحمل غيتار هانك ويليامز في لويزيانا هيرايد منذ كان صبيا في سن الرابعة عشر، وبدأ علاقة وثيقة مع عائلة ويليامز استمرت لثلاثة أجيال. التحق بمدرسة سي إي بيرد الثانوية ثم جامعة لويزيانا التقنية.

## المسيرة
بدأ كلغور مسيرته المهنية كفنان في مجال موسيقى الكانتري، ولكنه حقق نجاحًا كبيرًا في تأليف الأغاني، وشارك في كتابة أغنية «رينغ أوف فاير» مع جون كارتر، وسجلتها أختها أنيتا كارتر، ثم سجلها لاحقا قبل زوج جون المستقبلي، جوني كاش. (كان كلغور يحمل قرابة بعيدة للأخوات كارتر)؛ سجلت جون نسختها الخاصة من الأغنية لألبومها Press On، الذي صدر في عام 1999. كما شارك كلغور في تأليف أغنية كلود كينغ الناجحة، Wolverton Mountain، وكان الشخص المذكور في الأغنية، كليفتون كلاورز، هو خال كلغور. قام كلغور أيضًا بتأليف أغاني أخرى ناجحة مثل «جوني ريب» للمغني جوني هورتون و The Folk Singer لمغني البوب تومي رو. في أوائل الستينات، قام بجولة مع كاش كجزء من عرضه. كان إشبين جوني كاش في حفل زواجه مع جون كارتر.

## الأعمال التجارية والموسيقية
سكن كلغور في باريس، تينيسي منذ عام 1986. في 7 أبريل 1986، تم تعيينه نائب رئيس مجلس ورئيس إدارة أعمال هانك ويليامز الابن. بالإضافة إلى إدارة مهنة هانك ويليامز الابن (إلى جانب مع فرقة هانك المدعوة باما باند)، قام كلغور بإدارة أعمال فنانين آخرين من مكتبه في ناشفيل. أدار كلغور أيضا عددا من المشاريع التجارية الناجحة وشغل العديد من المناصب القيادية. وقد نمت شهرة كلغور في مجتمع موسيقى الكانتري من خلال عمله كنائب رئيس جمعية موسيقى الكانتري، وقد عمل في مجلس إدارة الجمعية. كما كان رئيسا على من مؤسسة ناشفيل لكتاب الأغاني وجمعية ناشفيل الدولية لكتاب الأغاني. في عام 1987، تم تعيينه عضوا فخريا في مجلس شيوخ ولاية تينيسي. في عام 1993، أدخل كلغور إلى قاعة مشاهير لويزيانا في مدينة لافاييت، وإلى قاعة مشاهير مدرسة بيرد الثانوية في شريفبورت. في عام 1998، حصل كلغور على جائزة كتاب الأغاني الأسطوريبن من جمعية موسيقى الكانتري في أمريكا الشمالية.

## المنظمات والتكريمات
كان كلغور عضوًا قديما في أكاديمية موسيقى الكانتري وعضوًا نشطًا في نقابة ممثلي الشاشة. كما شغل منصب عضو مجلس إدارة لعدة منظمات بما في ذلك متحف هانك ويليامز في مونتغمري، ألباما، قاعة مشاهير موسيقى الكانتري في تكساس ومتحف تيكس ريتر، وكلاهما في كارتاج في تكساس. في عام 1998، تم إدخال كلغور في قاعة مشاهير كتاب الأغاني في ناشفيل.

## الوفاة
توفي ميرل كلغور من قصور القلب يوم 6 فبراير 2005 في مستشفى مكسيكي وهو يخضع لعلاجات تجريبية لسرطان الرئة، وتم دفنه في مقبرة هندرسونفيل غاردنز في هندرسونفيل، تينيسي. ترك كلغور زوجته جودي وثلاثة أبناء وابنتان، وثمانية أحفاد ووانبة حفيد. 

## أغاني منفردة
| السنة | الأغنية                       | قائمة الكانتري (أمريكا) |
| ----- | ----------------------------- | ----------------------- |
| 1960  | "Dear Mama"                   | 6                       |
| 1960  | "Love Has Made You Beautiful" | 10                      |
| 1960  | "Getting Old Before My Time"  | 29                      |
| 1967  | "Fast Talking Louisiana Man"  | 71                      |
| 1974  | "Montgomery Mable"            | 95                      |
| 1982  | "Mister Garfield"             | 54                      |
| 1984  | "Just Out of Reach"           | 74                      |
| 1985  | "Guilty"                      | 92                      |

## وصلات خارجية
- Official website
- Nashville Songwriters Foundation
- ميرل كلغور على موقع IMDb (الإنجليزية)
- ميرل كلغور على موقع ميوزك برينز (الإنجليزية)
- ميرل كلغور على موقع قاعدة بيانات برودواي على الإنترنت (الإنجليزية)
- ميرل كلغور على موقع أول ميوزيك (الإنجليزية)
- ميرل كلغور على موقع ديسكوغز (الإنجليزية)
- ميرل كلغور على موقع قاعدة بيانات الفيلم (الإنجليزية)
- ميرل كلغور على موقع فايند أغريف